# Liste der Biografien/Schen
Liste der Biografien |
Portal Biografien |
Personensuche
# |
A |
B |
C |
D |
E |
F |
G |
H |
I |
J |
K |
L |
M |
N |
O |
P |
Q |
R |
S |
T |
U |
V |
W |
X |
Y |
Z |
?
 
Sa |
Sb |
Sc |
Sd |
Se |
Sf |
Sg |
Sh |
Si |
Sj |
Sk |
Sl |
Sm |
Sn |
So |
Sp |
Sq |
Sr |
Ss |
St |
Su |
Sv |
Sw |
Sy |
Sz
 
Sca–Sce |
Sch |
Sci–Scz
 
Scha |
Schc |
Schd |
Sche |
Schg |
Schi |
Schj |
Schk |
Schl |
Schm |
Schn |
Scho |
Schp |
Schr |
Schs |
Scht |
Schu |
Schv |
Schw |
Schy
 
Scheb |
Schec |
Sched |
Schee |
Schef |
Scheg |
Scheh |
Schei |
Schej |
Schek |
Schel |
Schem |
Schen |
Schep |
Scher |
Sches |
Schet |
Scheu |
Schev |
Schew |
Schex |
Schey
Die Liste der Biografien führt alle Personen auf, die in der deutschsprachigen Wikipedia einen Artikel haben. Dieses ist eine Teilliste mit 448 Einträgen von Personen, deren Namen mit den Buchstaben „Schen“ beginnt.

## Schen

### Schena
- Schena, Massimo (* 1988), deutscher RapperMassimo Schena (* 1988)

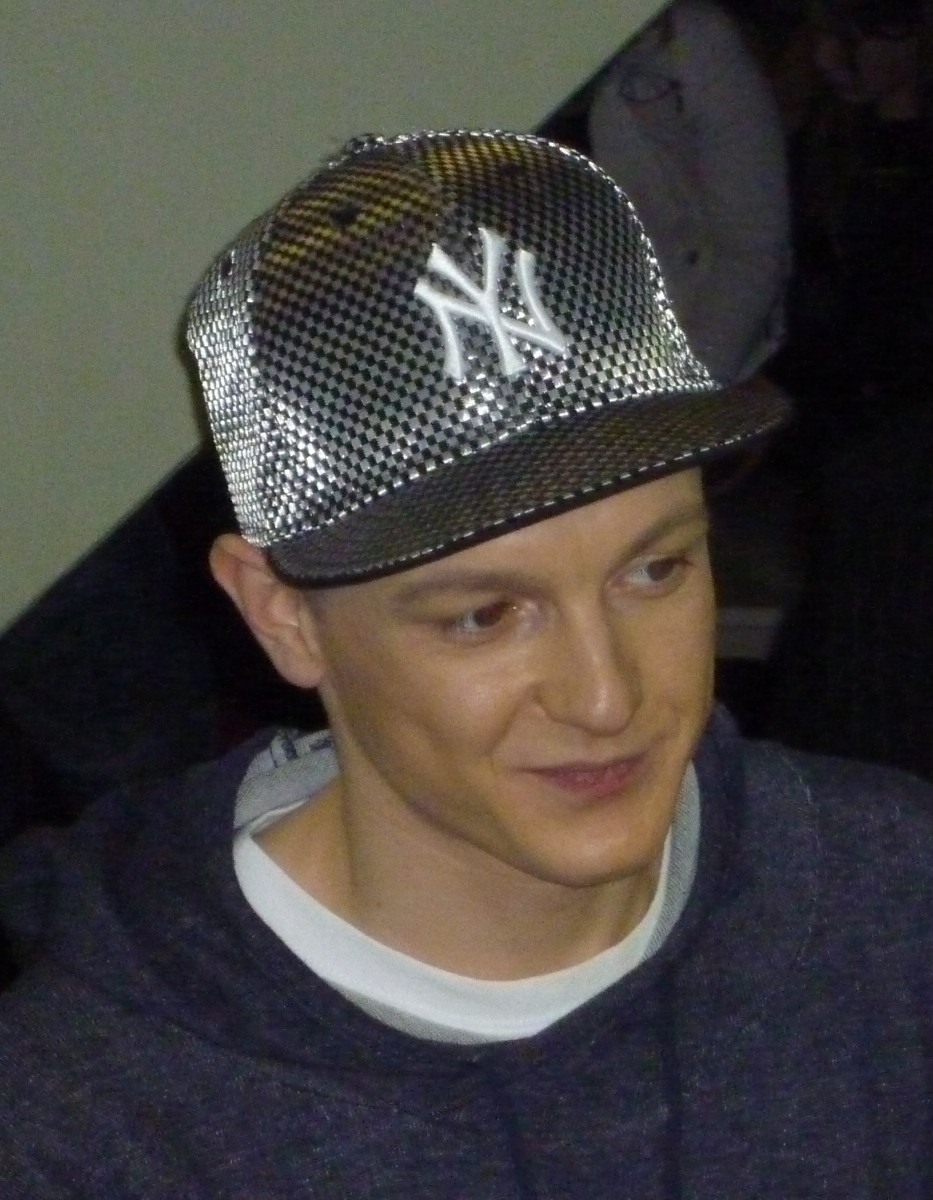
Massimo Schena (* 1988)

- Schenardi, Lydia (1952–2020), französische Politikerin (FN), MdEP
- Schenatti, Antonio (1935–2004), italienischer Skilangläufer
- Schenau, Johann Eleazar (1737–1806), deutscher Maler und Zeichner
- Schenay, altägyptischer Wesir

### Schenb
- Schenberg, Mário (1914–1990), brasilianischer Physiker, Kunstkritiker und Autor
- Schenbrot, Georgi Issidorowitsch (* 1950), russischer Mammaloge

### Schenc
- Schenck von Flechtingen, Wilhelm Friedrich (1730–1811), preußischer Generalleutnant, Chef des Dragonerregiments Nr. 7
- Schenck von Grafenberg, Johann Georg († 1620), deutscher Mediziner
- Schenck von Grafenberg, Johannes (1530–1598), deutscher Mediziner
- Schenck von Tautenburg, Friedrich (1503–1580), erster Erzbischof von Utrecht
- Schenck von Tautenburg, Georg (1480–1540), Statthalter von Friesland sowie Overijssel, Drenthe und Groningen
- Schenck von Tautenburg, Rudolph, sächsischer Amtshauptmann
- Schenck von Trapp, Lothar (1889–1950), deutscher Bühnenbildner und Ausstattungsleiter
- Schenck von Winterstädt, Friedrich (1603–1659), deutscher Staatsmann
- Schenck zu Schweinsberg, Bernhard (1807–1840), Kammerherr, deutscher Landrat in Hungen
- Schenck zu Schweinsberg, Carl Friedrich (1807–1862), kurhessischer Forstmeister und Gutsbesitzer
- Schenck zu Schweinsberg, Carl Ludwig (1809–1886), deutscher Gutsbesitzer und Parlamentarier
- Schenck zu Schweinsberg, Carl Wilhelm (1805–1869), hessischer Offizier und Parlamentarier
- Schenck zu Schweinsberg, Donata Freifrau (* 1951), deutsche Vizepräsidentin des Deutschen Roten Kreuzes
- Schenck zu Schweinsberg, Ferdinand (1765–1842), kurhessischer Justizminister
- Schenck zu Schweinsberg, Friedrich (1777–1832), Mitglied der Zweiten Kammer der Landstände des Großherzogtums Hessen
- Schenck zu Schweinsberg, Friedrich Carl von (1815–1866), deutscher Gutsbesitzer und Parlamentarier
- Schenck zu Schweinsberg, Friedrich Kraft (1900–1985), deutscher Verwaltungsjurist und Richter in der Sozialgerichtsbarkeit
- Schenck zu Schweinsberg, Gustav Adolf (1843–1909), deutscher Diplomat
- Schenck zu Schweinsberg, Hermann Freiherr (1866–1937), hessischer Kreisrat
- Schenck zu Schweinsberg, Hermann Karl (1900–1974), deutscher Jurist, Richter am Oberlandesgericht Darmstadt
- Schenck zu Schweinsberg, Hermann Ludwig (1807–1858), Mitglied der Kurhessischen Ständeversammlung
- Schenck zu Schweinsberg, Johann Friedrich (1750–1819), preußischer Generalmajor, Chef des Infanterieregiments Nr. 9, zuletzt Kommandant des Invalidenhauses Berlin
- Schenck zu Schweinsberg, Karl (1796–1869), preußischer Generalmajor
- Schenck zu Schweinsberg, Kurt (1858–1929), deutscher Verwaltungsbeamter, Rittergutsbesitzer, Kirchenpolitiker und Parlamentarier
- Schenck zu Schweinsberg, Ludwig (1767–1847), Mitglied der Ersten Kammer der Landstände des Großherzogtums Hessen
- Schenck zu Schweinsberg, Ludwig Friedrich Carl (1805–1881), hessischer Finanzminister
- Schenck zu Schweinsberg, Ludwig Johann (1801–1868), Landrat im Kreis Homberg, Mitglied der Kurhessischen Ständeversammlung
- Schenck zu Schweinsberg, Moritz (1801–1869), Mitglied der kurhessischen Ständeversammlung
- Schenck zu Schweinsberg, Moritz Philipp (1783–1840), Gutsbesitzer, Mitglied der Kurhessischen Ständeversammlung
- Schenck zu Schweinsberg, Rudolph (1855–1911), deutscher Verwaltungs- und Hofbeamter und Parlamentarier
- Schenck zu Schweinsberg, Wilhelm (1809–1867), deutscher Politiker und Verwaltungsbeamter
- Schenck zu Schweinsberg, Wilhelm Christian (1809–1874), deutscher Kammerherr, Abgeordneter der Zweiten Kammer der Landstände des Großherzogtums Hessen
- Schenck zu Schweinsberg, Wilhelm Christoph Adolf (1824–1886), hessischer Kreisrat
- Schenck, Abraham H. (1775–1831), US-amerikanischer Politiker
- Schenck, Adolf (1857–1936), deutscher Wissenschaftler und Hochschullehrer
- Schenck, Adolph (1803–1878), deutscher Entomologe
- Schenck, Anna Pendleton (1874–1915), US-amerikanische Architektin
- Schenck, Aubrey (1908–1999), US-amerikanischer Filmproduzent
- Schenck, August (1744–1806), deutscher Jurist, Richter und Präsident des Oberappellationsgerichtes Darmstadt
- Schenck, August Friedrich (1828–1900), deutscher Maler
- Schenck, Bernhard von (1851–1934), deutscher Verwaltungsbeamter im preußischen Staatsdienst
- Schenck, Carl (1805–1868), nassauischer Politiker
- Schenck, Carl (1835–1910), deutscher Unternehmer
- Schenck, Carl Alwin (1868–1955), deutscher Forstwissenschaftler
- Schenck, Carl Ludwig von (1752–1821), Geheimer Rat und Rittergutsbesitzer
- Schenck, Carl Theodor (1798–1871), deutscher Jurist
- Schenck, Christoph Daniel († 1691), deutscher Bildhauer
- Schenck, Dedo von (1853–1918), preußischer General der Infanterie, Generaladjutant Kaiser Wilhelm II.
- Schenck, Dedo von (1922–1975), deutscher Diplomat und Jurist
- Schenck, Dorothea (* 1971), deutsche SchauspielerinDorothea Schenck (* 1971)

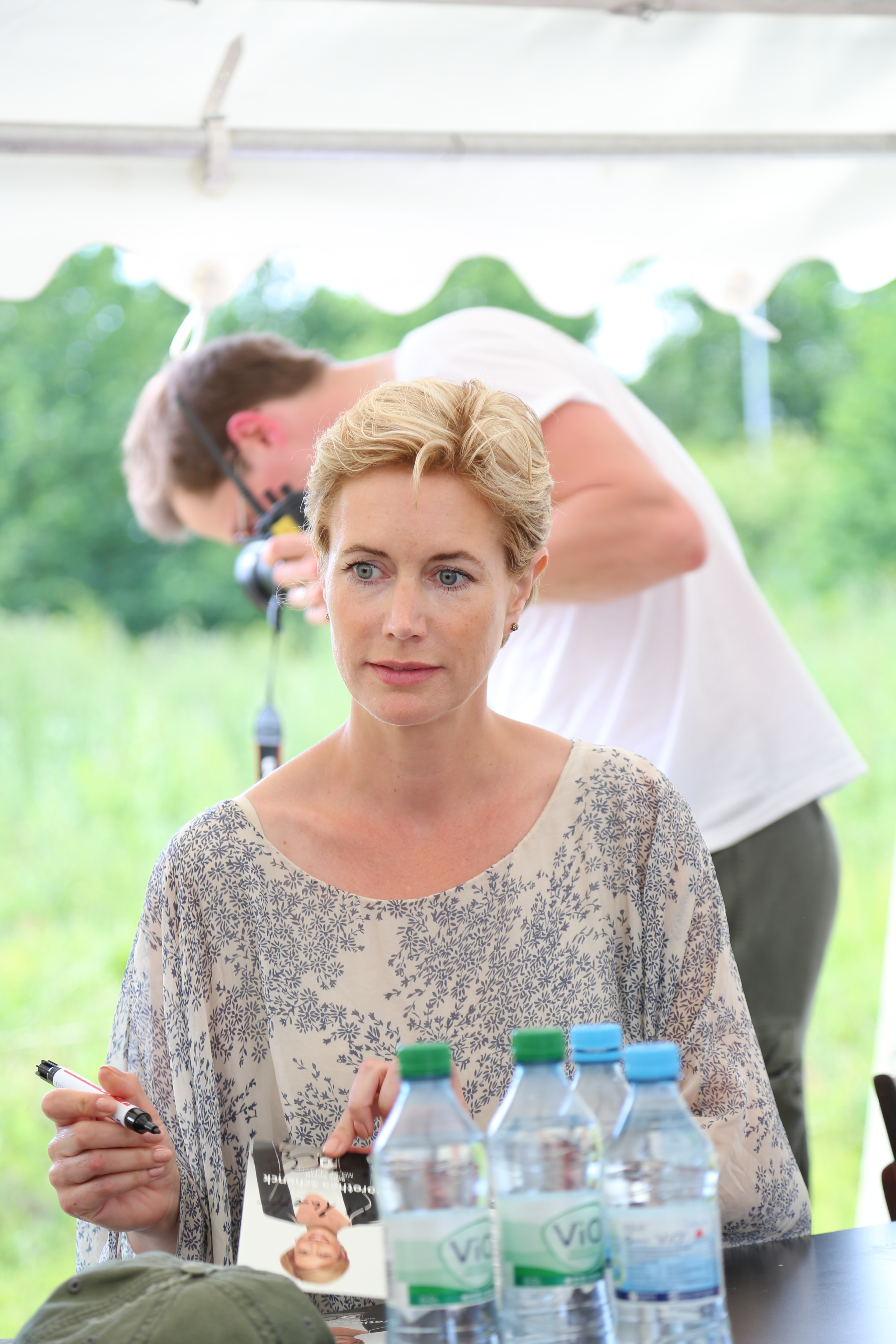
Dorothea Schenck (* 1971)

- Schenck, Eduard von (1823–1897), deutscher Majoratsherr und Politiker, MdR
- Schenck, Emil (1868–1957), deutscher Ingenieur und Unternehmer
- Schenck, Ernst (1782–1846), deutscher Politiker, Landtagsabgeordneter Großherzogtum Hessen
- Schenck, Ernst Günther (1904–1998), deutscher Arzt bei Wehrmacht und SS
- Schenck, Eusebius (1569–1628), böhmischer Mediziner
- Schenck, Ferdinand Schureman (1790–1860), US-amerikanischer Politiker
- Schenck, Frederick Emil Eberhard (1849–1908), britischer Bildhauer und Designer deutscher Herkunft
- Schenck, Friedrich (1770–1854), Jurist, Mitglied des Landtags des Herzogtums Nassau
- Schenck, Friedrich (1790–1868), deutscher Politiker, Landtagsabgeordneter Großherzogtum Hessen
- Schenck, Friedrich (1827–1900), deutscher Politiker (NFP, DFP), MdR und Genossenschaftsfunktionär
- Schenck, Friedrich von (1822–1887), deutscher Rittergutsbesitzer und Politiker, MdR
- Schenck, Friedrich von (1851–1912), deutscher Unternehmer
- Schenck, Fritz (1862–1916), deutscher Physiologe
- Schenck, Georg (1785–1857), Landtagsabgeordneter Großherzogtum Hessen
- Schenck, Georg Friedrich (* 1953), deutscher Pianist und Hochschullehrer
- Schenck, Gerhard (1904–1993), deutscher Apotheker, Chemiker und Hochschullehrer
- Schenck, Gottfried Anton (1699–1779), deutscher Pfarrer
- Schenck, Günther Otto (1913–2003), deutscher Chemiker
- Schenck, Hans, deutscher Bildhauer und Medailleur
- Schenck, Heinrich (1860–1927), deutscher Botaniker
- Schenck, Heinrich Balduin von (1666–1736), Geheimer Rat
- Schenck, Hermann (1829–1912), deutscher Maler und Pädagoge
- Schenck, Hermann (1900–1991), deutscher Hochschullehrer und Institutsdirektor
- Schenck, Hermann von (1824–1911), preußischer Generalleutnant
- Schenck, Hilbert (1926–2013), amerikanischer Science-Fiction-Autor
- Schenck, Jacob († 1554), evangelischer Theologe und Reformator
- Schenck, Jochen (1929–2016), deutscher Schauspieler
- Schenck, Johann Heinrich (1798–1834), deutscher Mediziner
- Schenck, Johann Theodor (1619–1671), deutscher Mediziner und Botaniker
- Schenck, Johannes, deutsch-niederländischer Gambenspieler und Komponist
- Schenck, Joseph (1878–1961), US-amerikanischer FilmindustriellerJoseph Schenck (1878–1961)

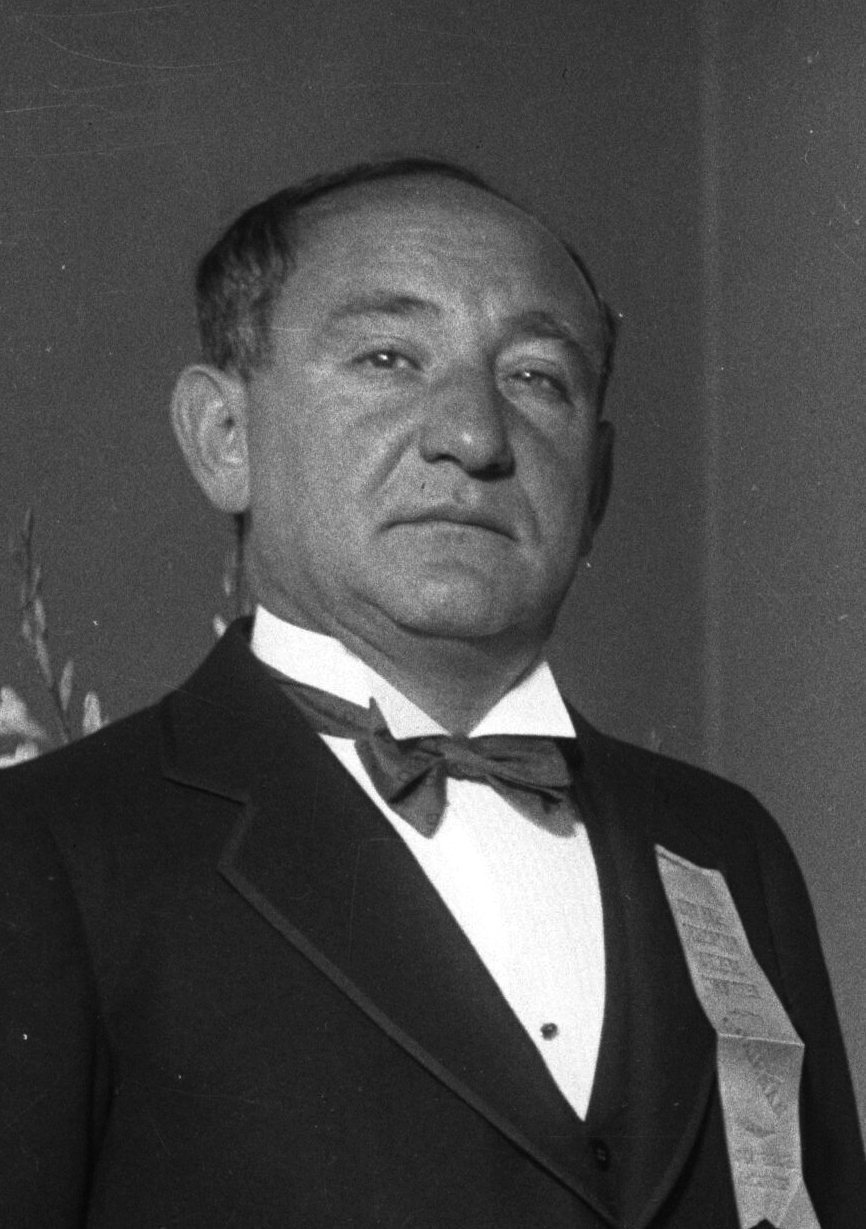
Joseph Schenck (1878–1961)

- Schenck, Karl (1831–1902), Landtagsabgeordneter Großherzogtum Hessen
- Schenck, Karl Friedrich (1781–1849), deutscher Amtsvogt und Autor
- Schenck, Kersten von (1868–1924), deutscher Verwaltungsbeamter
- Schenck, Luise (1839–1918), deutsche Schriftstellerin
- Schenck, Marcia C. (* 1986), deutsche Kulturwissenschaftlerin und Hochschullehrerin
- Schenck, Martin (1876–1960), deutscher Biochemiker und Hochschullehrer an der Universität Leipzig
- Schenck, Matthias (1517–1571), deutscher Schulmann und Bibliothekar
- Schenck, Naomi (* 1970), deutsche Szenenbildnerin und Autorin
- Schenck, Nicholas (1881–1969), russisch-amerikanischer Filmpionier und einer der Gründer der Filmbranche in Hollywood
- Schenck, Paul F. (1899–1968), US-amerikanischer Politiker
- Schenck, Richard (1900–1979), deutscher Volkswirt und Politiker (SPD), MdL
- Schenck, Robert Cumming (1809–1890), US-amerikanischer Politiker, Diplomat und Offizier
- Schenck, Rudolf (1870–1965), deutscher Chemiker und Mineraloge
- Schenck, Thorsten, deutscher Basketballspieler
- Schenck, William († 1982), US-amerikanischer Angestellter, deutsches Mordopfer
- Schenck, Wolfgang (1934–2024), deutscher Schauspieler und Theaterregisseur
- Schenck, Wolfgang Friedrich von (1768–1848), deutscher Verwaltungsjurist, Landrat des Kreises Siegen
- Schenckendorf, Balthasar Rudolf von (1699–1771), preußischer Generalleutnant, Chef des Infanterieregiments Nr. 22
- Schenckendorf, Friedrich August von (1710–1780), preußischer Generalmajor, Chef des Infanterie-Regiments Nr. 9
- Schenckendorf, Karl Asmus von (1796–1875), preußischer Generalleutnant
- Schenckendorff, Emil von (1837–1915), preußischer Reformpädagoge, Politiker (NLP), MdPrA, Offizier, Reichstelegrafendirektionsrat und Förderer der Sportbewegung
- Schenckendorff, Friedrich Wilhelm von (1794–1861), preußischer Landrat des Kreises Ruppin
- Schenckendorff, Heinrich von (1877–1941), deutscher Generalleutnant im Zweiten Weltkrieg
- Schenckendorff, Max von (1875–1943), deutscher General der Infanterie im Zweiten Weltkrieg
- Schencking, Friedrich († 1518), Domherr in Münster
- Schencking, Johann, Domherr in Münster
- Schencking, Johann († 1580), Domherr in Münster
- Schencking, Johann († 1634), Domherr in Münster
- Schencking, Johannes, Domherr in Münster
- Schencking, Max (1887–1933), Landrat des Kreises Arnsberg (1923–1927)
- Schencking, Wilhelm von (1555–1585), deutscher römisch-katholischer Bischof

### Schend
- Schenda, Rudolf (1930–2000), deutscher Volkskundler und Erzählforscher
- Schenda, Susanne (* 1931), deutsche Künstlerin
- Schendekehl, Tabea (* 1998), deutsche Ruderin
- Schendel, Andreas (* 1971), deutscher Schriftsteller
- Schendel, Arthur van (1874–1946), niederländischer Schriftsteller
- Schendel, Dolores J (* 1947), US-amerikanische Immunologin
- Schendel, Georg (1885–1911), deutscher Flugpionier
- Schendel, Gertrud-Marianne (* 1956), deutsche Praktische Theologin, Pastorin und Liederdichterin
- Schendel, Heiko (* 1969), deutscher Schauspieler und Sprecher
- Schendel, Heinrich (1922–2012), deutscher SS-Offizier und verurteilter Kriegsverbrecher
- Schendel, Mira (1919–1988), brasilianische Künstlerin der konkreten und skripturalen Kunst
- Schendel, Otto (1888–1943), deutscher Illustrator, Werbe- und Comiczeichner
- Schendel, Petrus van (1806–1870), belgischer Maler und Radierer
- Schendel, Swantje (* 1988), deutsche Politikerin (Bündnis 90/Die Grünen)
- Schendel, Thomas (* 1956), deutscher Schauspieler, Autor und Regisseur
- Schendel, Willem van (* 1949), niederländischer Historiker
- Schendelaar, Jasper (* 2000), niederländischer Fußballtorwart
- Schendelen, Rinus van (1944–2024), niederländischer Politikwissenschaftler
- Schendelew, Sergei Wiktorowitsch (* 1964), russischer Eishockeyspieler und -trainer
- Schendell, Werner (1891–1961), deutscher Schriftsteller
- Schender, Horst (* 1938), österreichischer Politiker (FPÖ), Landtagsabgeordneter
- Schender, Rüdiger (* 1974), österreichischer Jurist und Politiker (FPÖ), Abgeordneter zum Nationalrat
- Schenderlein, Christiane (* 1981), deutsche Politikerin (CDU), MdLChristiane Schenderlein (* 1981)

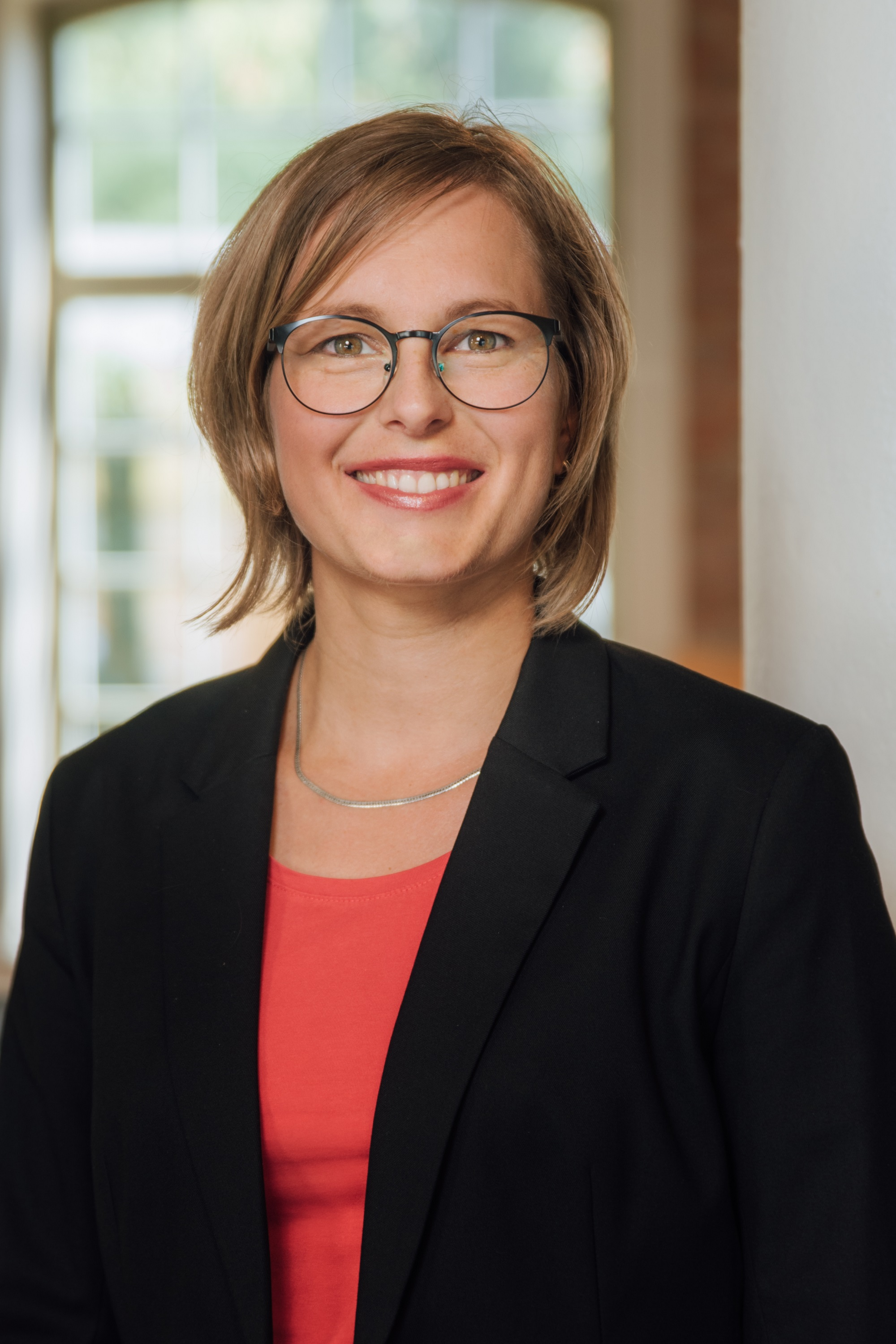
Christiane Schenderlein (* 1981)

- Schenderlein, Jonas (* 1996), deutscher Footballspieler
- Schenderlein, Thomas (* 1963), deutscher Radrennfahrer
- Schenderowitsch, Wiktor Anatoljewitsch (* 1958), russischer Satiriker, Journalist und Drehbuchautor
- Schendl, Sandro (* 2003), österreichischer Fußballspieler
- Schendow, Alexandar (1901–1953), bulgarischer Grafiker, Journalist und Politiker
- Schendrik, Anton (* 1986), ukrainischer Fußballspieler
- Schendzielorz, Klaus (* 1941), deutscher Fußballspieler der DDR-Oberliga

### Schene
- Schene, Herbord, Bremer Kanoniker und Chronist
- Schenen, Johann († 1544), deutscher Abt im Kloster St. Marien
- Schenes, altägyptischer Kleinkönig der 16. Dynastie

### Scheng
- Schengelaia, Demna (1896–1980), georgischer Schriftsteller
- Schengelaia, Eldar (1933–2025), georgischer Filmproduzent und Politiker
- Schengelaia, Giorgi (1937–2020), georgischer Filmregisseur
- Schengelia, Dawit (* 1980), georgisch-österreichischer Schachspieler
- Schengelia, Lewan (* 1995), georgischer Fußballspieler
- Schengelia, Mariam (* 2002), georgische Sängerin
- Schengelia, Ramas (1957–2012), sowjetischer Fußballspieler
- Schengelia, Tornike (* 1991), georgischer Basketballspieler

### Schenh
- Schenhar, Jizchak (1902–1957), hebräischer Schriftsteller
- Schenhaw, Jehuda (* 1952), israelischer Soziologe und Hochschullehrer

### Scheni
- Schenin, Oleg Semjonowitsch (1937–2009), russisch-sowjetischer Politiker
- Schenitzki, Max (1894–1977), deutscher Konteradmiral (Ing.) der Kriegsmarine

### Schenk
- Schenk Konrad von Limpurg, deutscher Minnesänger
- Schenk von Castell, Franz Ludwig (1671–1736), deutscher Geistlicher, Bischof von Eichstätt
- Schenk von Castell, Franz Ludwig (1736–1821), deutscher Adliger und Strafverfolger
- Schenk von Castell, Johann Euchar (1625–1697), Fürstbischof von Eichstätt
- Schenk von Castell, Maria Gertrud († 1709), deutsche Äbtissin eines Benediktinerinnenklosters
- Schenk von Castell, Marquard II. (1605–1685), deutscher Geistlicher und Fürstbischof von Eichstätt (1637–1685)
- Schenk von Landegg, Anna († 1506), Schweizer Äbtissin
- Schenk von Landegg, Verena († 1480), Schweizer Äbtissin
- Schenk von Limpurg, Erasmus (1507–1568), Bischof von Straßburg
- Schenk von Limpurg, Wilhelm (1568–1633), württembergischer Obervogt in Göppingen, Erbauer von Schloss Michelbach an der Bilz
- Schenk von Limpurg-Speckfeld, Eberhard (1560–1622), württembergischer Obervogt und Landhofmeister
- Schenk von Limpurg-Speckfeld, Georg Eberhard (1643–1705), deutscher Adliger und Offizier
- Schenk von Nideggen, Martin († 1589), deutscher Adeliger, in spanischem, später niederländischem Dienst stehender Heerführer
- Schenk von Nideggen, Otto († 1518), geldrischer Adeliger und Heerführer
- Schenk von Schmittburg, Geiselbart († 1576), deutscher Landkomtur

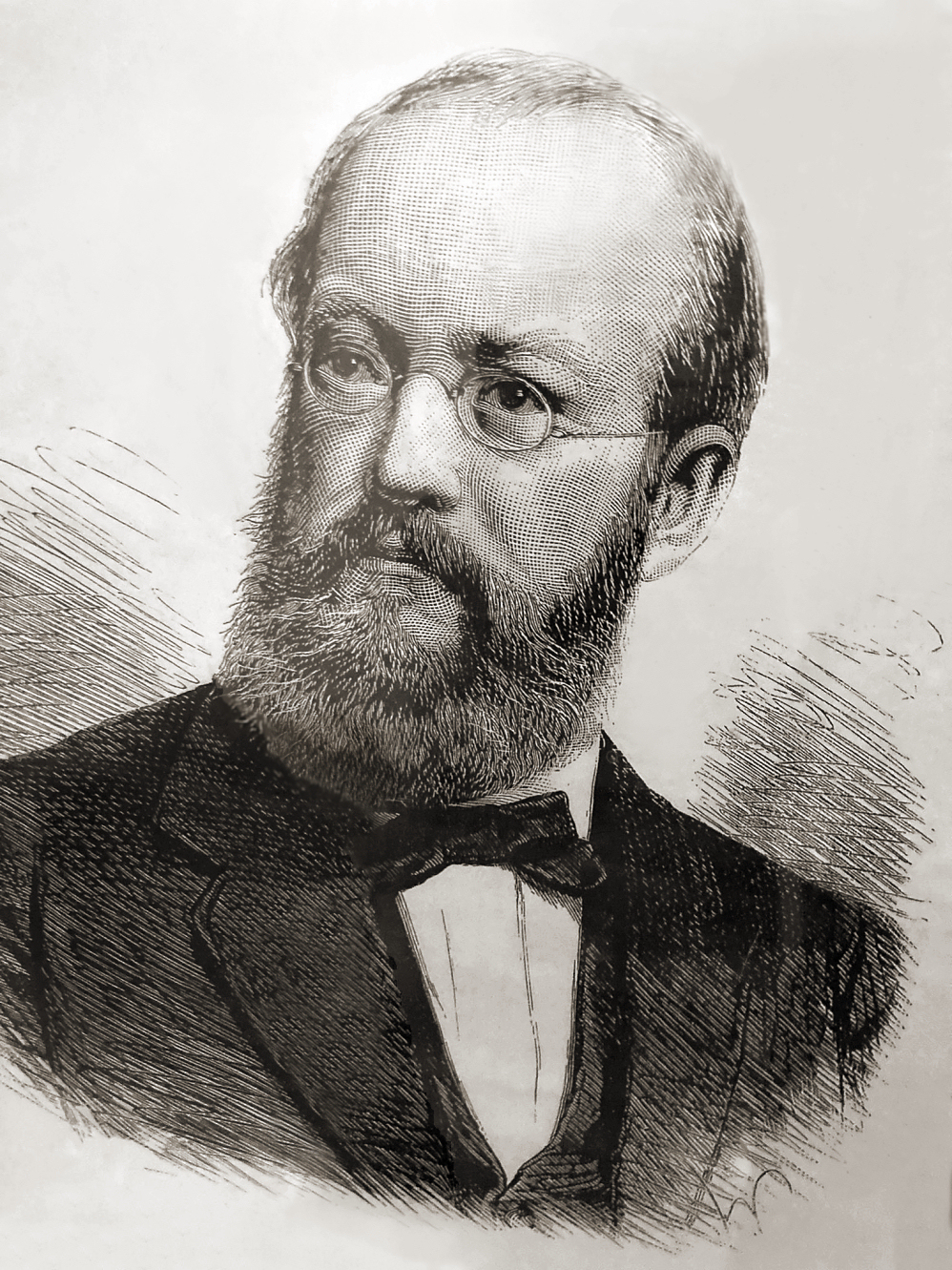
Franz August Schenk von Stauffenberg (1834–1901)

- Schenk von Stauffenberg, Franz (1834–1901), deutscher Jurist, Grundbesitzer und Politiker (DFP), MdRFranz August Schenk von Stauffenberg (1834–1901)
- Schenk von Stauffenberg, Franz (1878–1950), deutscher Gutsbesitzer, Unternehmer und Politiker (DNVP, WBWB, NSDAP), MdR
- Schenk von Stauffenberg, Johann Friedrich (1660–1720), Johanniterritter, Kommendator und General-Feldzeugmeister
- Schenk von Stauffenberg, Otto Philipp (1926–2015), deutscher Forstwirt und Waldbesitzer
- Schenk zu Schweinsberg, Eberhard (1893–1990), deutscher Kunsthistoriker
- Schenk zu Schweinsberg, Gustav (1842–1922), deutscher Archivar
- Schenk zu Schweinsberg, Hermann († 1521), hessischer Amtmann, Statthalter und Ritter vom Heiligen Grab
- Schenk zu Schweinsberg, Johann (1460–1506), hessischer Marschall, Reichsrat, Ritter vom Heiligen Grab
- Schenk zu Schweinsberg, Johann Bernhard (1584–1632), Fürstabt der Reichsabtei Fulda
- Schenk zu Schweinsberg, Philipp († 1550), Fürstabt von Fulda
- Schenk zu Schweinsberg, Philipp Georg († 1568), Fürstabt von Fulda
- Schenk zu Schweinsberg, Rudolf († 1551), hessischer Landvogt und Rat
- Schenk zu Schweinsberg, Wolf Christoph (1653–1717), hessischer Gutsbesitzer, General, Gouverneur und Erbschenk
- Schenk zu Tautenburg, Wolff (1604–1649), preußischer Edelmann in niederländischen, polnischen und kurbrandenburgischen Diensten
- Schenk, Adelbert (1811–1876), Weimarer Fotograf
- Schenk, Aegidius (1719–1780), österreichischer Komponist und Organist
- Schenk, Alexander (* 1978), österreichischer Fußballtorhüter
- Schenk, Alois (1888–1949), deutscher Kirchenmaler
- Schenk, Andreas (* 1982), deutscher Schachspieler
- Schenk, Ard (* 1944), niederländischer EisschnellläuferArd Schenk (* 1944)

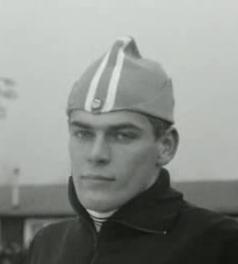
Ard Schenk (* 1944)

- Schenk, Armin (* 1961), deutscher Kommunalpolitiker (CDU)
- Schenk, Arno (1883–1943), deutscher Klassischer Philologe und Gymnasiallehrer
- Schenk, Arvid (* 1989), deutscher Fußballtorhüter
- Schenk, August (1815–1891), deutscher Botaniker und Paläontologe
- Schenk, Barbara (* 1938), deutsche Naturwissenschaftsdidaktikerin
- Schenk, Beate, deutsche Ingenieurin und Richterin am Bundespatentgericht
- Schenk, Bert (* 1970), deutscher Boxer und ehemaliger Weltmeister der WBO im Mittelgewicht
- Schenk, Birgit, deutsche Informatikerin
- Schenk, Bobby (* 1939), deutscher SportseglerBobby Schenk (* 1939)

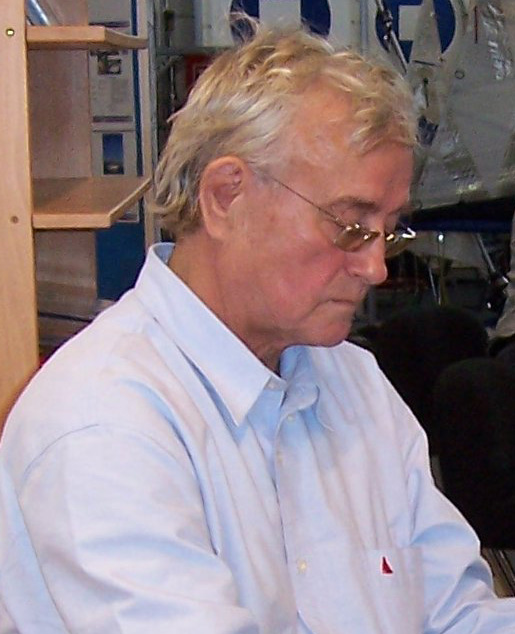
Bobby Schenk (* 1939)

- Schenk, Brigitte (* 1961), deutsche Galeristin und Kunsthändlerin
- Schenk, Bruno (1857–1932), deutscher Zauberkünstler
- Schenk, Carl (1813–1874), deutscher Maler und Fotograf
- Schenk, Christian (1781–1834), Schweizer Mechaniker, Konstrukteur und Erfinder
- Schenk, Christian (* 1952), deutscher Politiker (Bündnis 90/Grüne, BürgerInnenbewegung, PDS), MdB
- Schenk, Christian (* 1965), deutscher Zehnkämpfer und Olympiasieger
- Schenk, Christian W. (* 1951), deutscher Arzt, Lyriker, Essayist, Übersetzer und Verleger (Siebenbürger Sachsen)
- Schenk, Constantin († 1850), deutscher Jurist und Politiker
- Schenk, Daniel, deutscher Stuckateur und Bildhauer des Barock
- Schenk, Daniela (* 1964), Schweizer Schriftstellerin und Buchhändlerin
- Schenk, Dieter (* 1937), deutscher Kriminalist und Autor
- Schenk, Dietmar (* 1956), deutscher Archivar und Historiker
- Schenk, Eberhard (1929–2010), deutscher Leichtathlet
- Schenk, Eduard (1821–1900), deutscher Jurist und Politiker (Zentrum), MdR
- Schenk, Eduard von (1788–1841), bayerischer Staatsmann und Dichter
- Schenk, Erich (1902–1974), österreichischer Musikhistoriker
- Schenk, Florian (1894–1957), deutscher Politiker
- Schenk, Francis Joseph (1901–1969), US-amerikanischer Geistlicher, Bischof von Duluth
- Schenk, Frank-Otto (1943–2020), deutscher Theater- und Filmschauspieler sowie Synchronsprecher und -regisseur
- Schenk, Franziska (* 1974), deutsche Eisschnellläuferin, ModeratorinFranziska Schenk (* 1974)

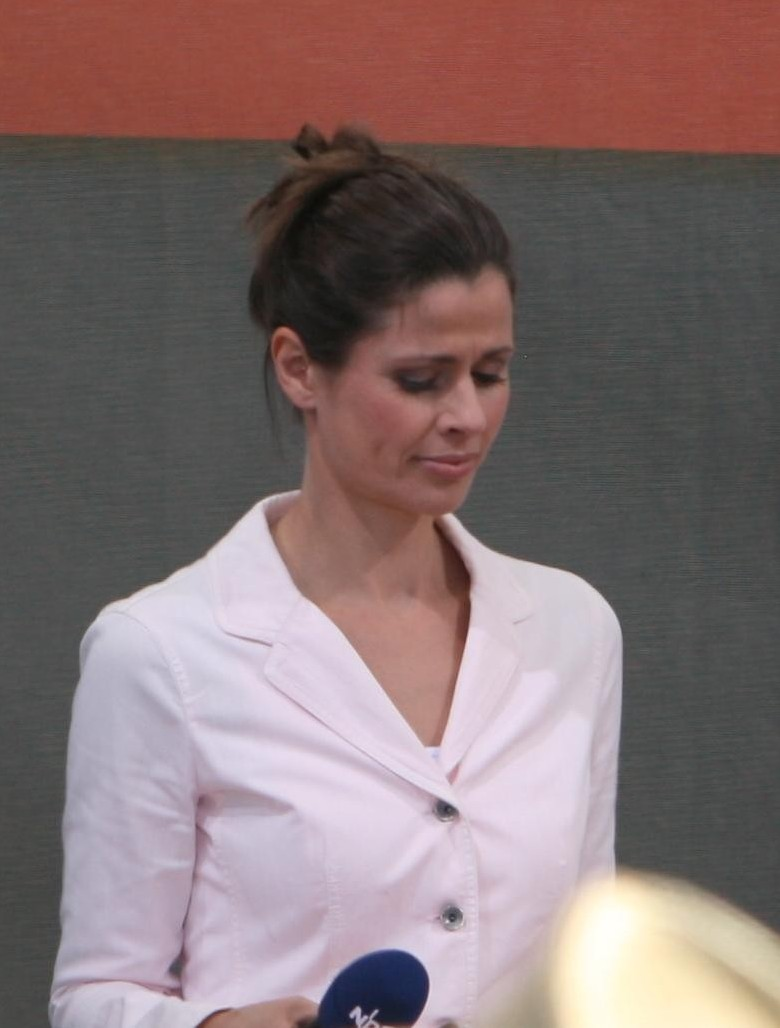
Franziska Schenk (* 1974)

- Schenk, Friedrich Ulrich (1769–1818), deutscher Maler, Zeichner und Porzellanmaler
- Schenk, Friedrich von (1785–1866), Generaladministrator der bayerischen Salinen
- Schenk, Frithjof Benjamin (* 1970), deutscher Historiker
- Schenk, Fritz (* 1900), deutscher DBD-Funktionär, MdV
- Schenk, Fritz (1906–1985), deutscher Romanist und Historiker
- Schenk, Fritz (1930–2006), deutscher Publizist, Journalist und Rundfunkmoderator
- Schenk, Georg (1901–1992), deutscher Politiker (SPD)
- Schenk, Gerhard (* 1954), deutscher Politiker (AfD), MdL
- Schenk, Gerrit Jasper (* 1968), deutscher Historiker
- Schenk, Günter (* 1948), deutscher Journalist, Autor und Publizist
- Schenk, Gustav (1905–1969), deutscher Schriftsteller und Fotograf
- Schenk, Hans (1936–2006), deutscher Speerwerfer
- Schenk, Hans-Otto (* 1936), deutscher Wirtschaftswissenschaftler
- Schenk, Hansi (* 1974), deutscher Sänger
- Schenk, Heinrich († 1301), Bischof von Kulm
- Schenk, Heinrich Theobald (1656–1727), deutscher evangelischer Theologe und Kirchenliedkomponist
- Schenk, Heinrich von (1748–1813), bayerischer Staatsmann
- Schenk, Heinz (1924–2014), deutscher Showmaster, Schauspieler und Sänger
- Schenk, Heinz-Günter (* 1942), deutscher Dreispringer und Sprinter
- Schenk, Hermann (1653–1706), Bibliothekar des Klosters St. Gallen
- Schenk, Herrad (* 1948), deutsche Sozialwissenschaftlerin und Schriftstellerin
- Schenk, Hugo (1849–1884), österreich-ungarischer SerienmörderHugo Schenk (1849–1884)

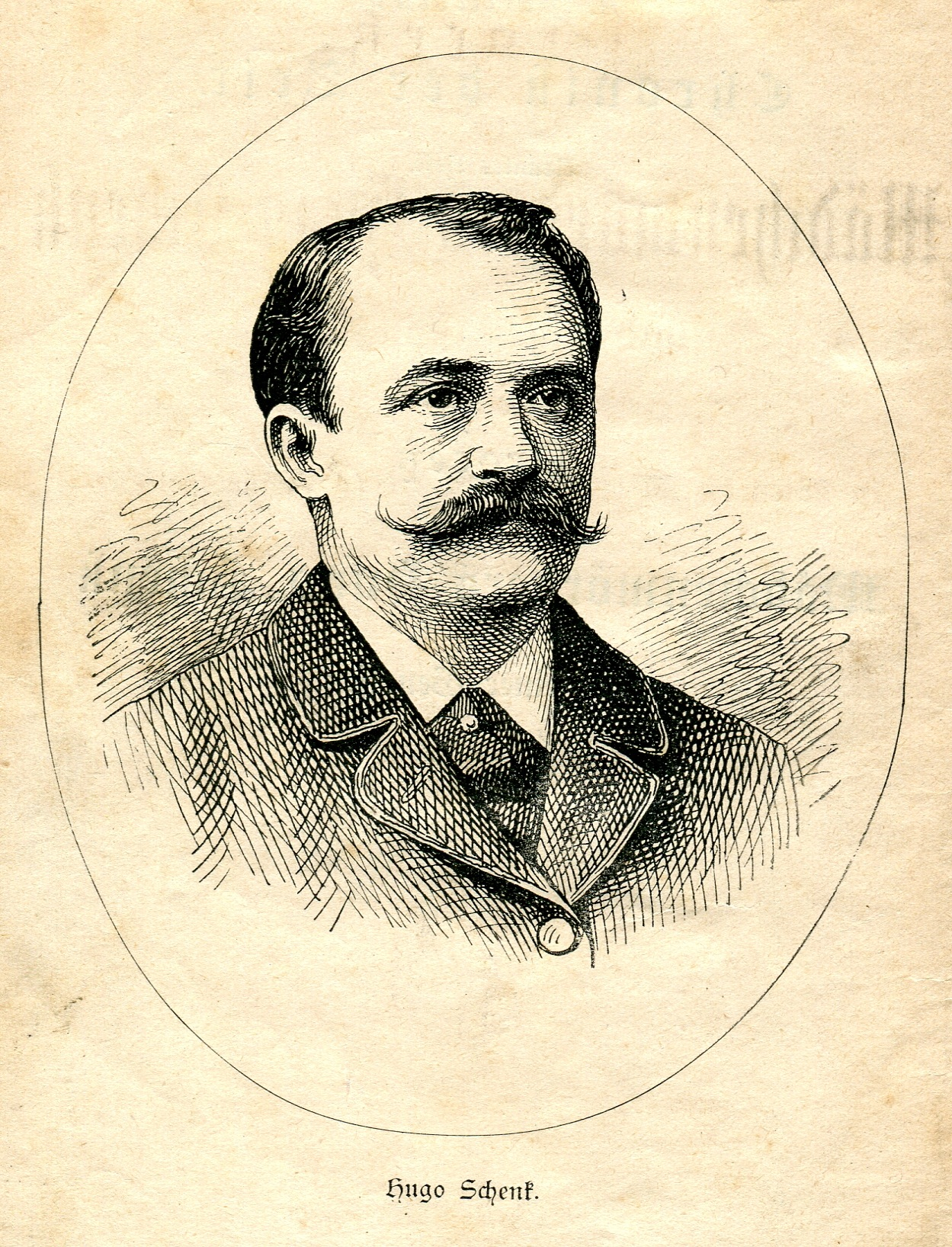
Hugo Schenk (1849–1884)

- Schenk, Irmbert (* 1941), deutscher Medienwissenschaftler
- Schenk, Isabel (* 1995), deutsche Fußballspielerin
- Schenk, Jakob (1921–1951), Schweizer Radrennfahrer
- Schenk, Jana (* 1999), Schweizer Unihockeyspielerin
- Schenk, Johann Baptist (1753–1836), österreichischer Komponist
- Schenk, Johann Gottlob († 1785), deutscher Kunst- und Porzellanmaler in Jena
- Schenk, Johannes (1941–2006), deutscher Schriftsteller
- Schenk, Johannes (* 1961), deutscher Jazzmusiker
- Schenk, Johannes (* 2003), deutscher Fußballspieler
- Schenk, Jonas (* 1978), deutscher Designer
- Schenk, Josef Eduard von (1813–1891), österreichisch-polnischer Politiker und Richter
- Schenk, Juliane (* 1982), deutsche Badmintonspielerin
- Schenk, Karl (1823–1895), Schweizer Politiker und reformierter Pfarrer
- Schenk, Karl (1905–1973), Schweizer Maler und Bildhauer
- Schenk, Karl von (1830–1890), preußischer Offizier, zuletzt Generalmajor
- Schenk, Karl-Heinz (* 1961), österreichischer Basketballspieler
- Schenk, Katharina (* 1988), deutsche Politikerin (SPD)Katharina Schenk (* 1988)

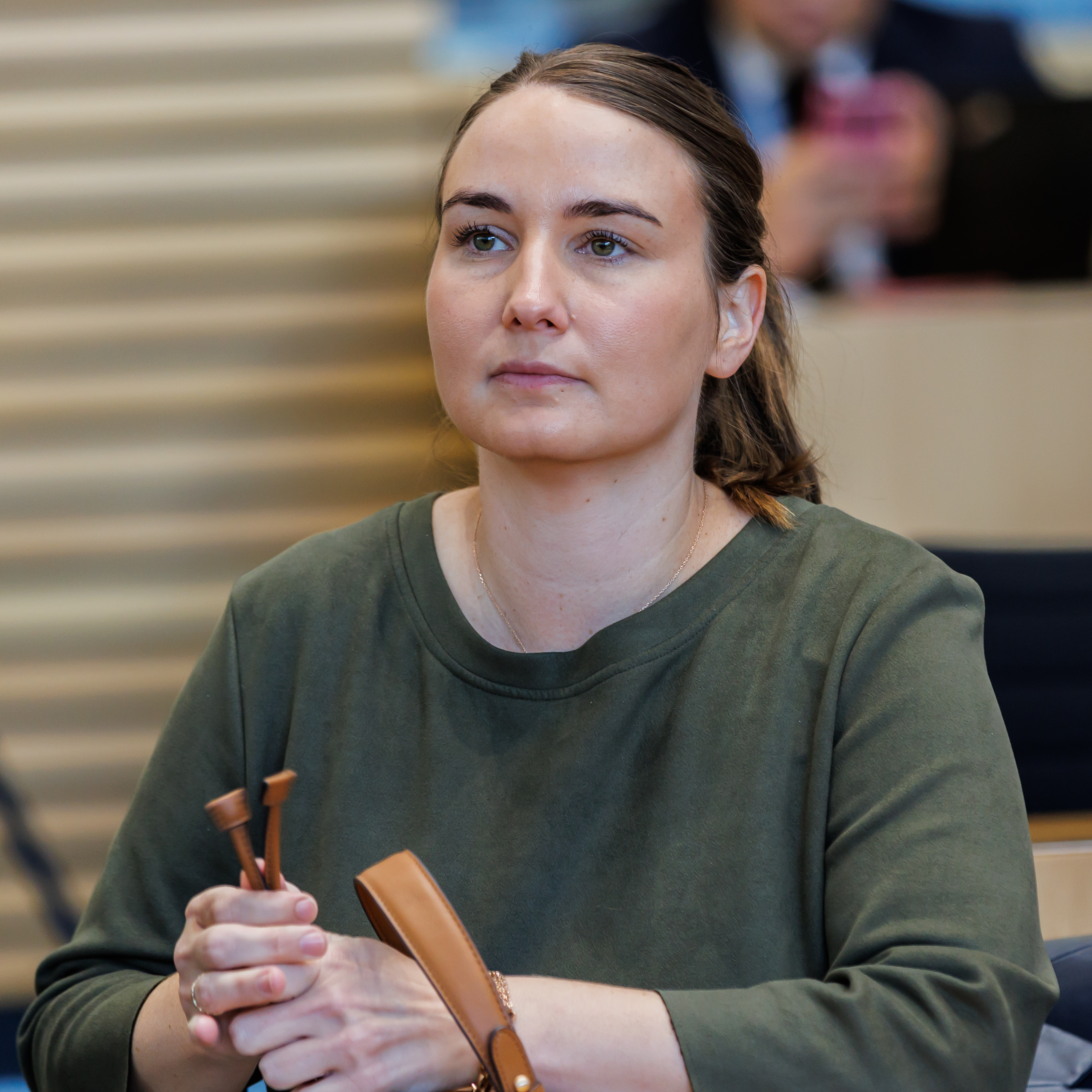
Katharina Schenk (* 1988)

- Schenk, Klaus-Dieter (* 1955), deutscher Radsportler, nationaler Meister im Radsport
- Schenk, Lara (* 2000), deutsche Fußballspielerin
- Schenk, Lothar (* 1942), deutscher Jurist
- Schenk, Lynn (* 1945), US-amerikanische Politikerin
- Schenk, Manfred (1930–1999), deutscher Opern- und Konzertsänger
- Schenk, Marcel (* 1977), deutscher Fernseh- und Radiomoderator
- Schenk, Martin (1860–1919), österreichischer Theaterschauspieler, Komiker und Theaterregisseur
- Schenk, Martin (* 1970), österreichischer Menschenrechtsaktivist
- Schenk, Martina (* 1972), österreichische Politikerin (TS, FPÖ, BZÖ), Abgeordneter zum Nationalrat
- Schenk, Marty (* 1982), deutscher Filmeditor
- Schenk, Michael (* 1948), deutscher Kommunikationswissenschaftler und Hochschullehrer
- Schenk, Michael (* 1953), deutscher Forscher und Hochschullehrer
- Schenk, Michael (* 1953), deutscher Fußballspieler
- Schenk, Michael (* 1959), deutscher Radsportler, nationaler Meister im Radsport
- Schenk, Michael (* 1965), deutscher Schauspieler
- Schenk, Michael H. (* 1955), deutscher Fantasy-Autor
- Schenk, Micheline, Schweizer Basketballspielerin
- Schenk, Olaf (* 1974), deutscher Politiker (CDU)
- Schenk, Oliver (* 1968), deutscher Volkswirt, politischer Beamter und Politiker (CDU)
- Schenk, Otto, deutscher Radrennfahrer
- Schenk, Otto (1891–1972), deutscher Vizeadmiral der Kriegsmarine
- Schenk, Otto (1930–2025), österreichischer Schauspieler, Kabarettist, Regisseur, Intendant und AutorOtto Schenk (1930–2025)

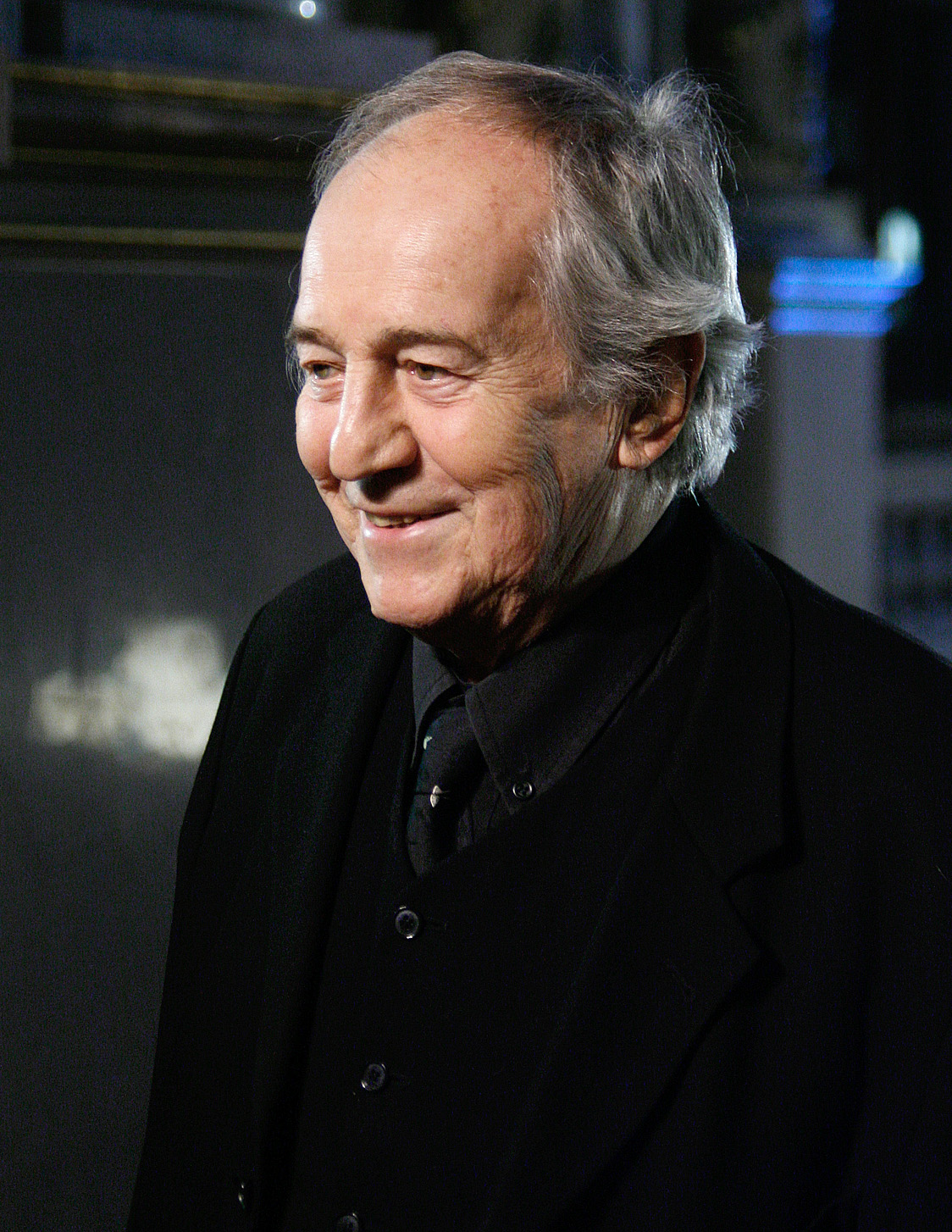
Otto Schenk (1930–2025)

- Schenk, Patrick (* 1968), deutscher Angestellter und Politiker (AfD)
- Schenk, Paul (1899–1977), deutscher Musiktheoretiker
- Schenk, Peter (1938–2017), deutscher Politiker (CDU), MdL
- Schenk, Peter (* 1953), deutscher Altphilologe und Hochschullehrer
- Schenk, Peter C. (1928–2020), deutscher Architekt und Hochschullehrer
- Schenk, Peter der Ältere (1660–1711), deutscher Kupferstecher und Kartograf
- Schenk, Peter der Jüngere, deutscher Kupferstecher und Kartenverleger
- Schenk, Peter Wolfgang (1905–1967), deutscher Chemiker und Professor des Fachgebiets Anorganische Chemie
- Schenk, Philipp (* 1914), deutscher Eishockeyspieler
- Schenk, Philipp (* 1985), österreichischer Fußballspieler
- Schenk, Ralf (1956–2022), deutscher Journalist, Filmkritiker und Autor
- Schenk, Reinhold (1930–2010), deutscher Diplomat
- Schenk, Richard (* 1951), US-amerikanischer Ordensgeistlicher, Theologe und Hochschullehrer
- Schenk, Robin (* 1967), deutscher Politiker (PRO), MdHB
- Schenk, Samuel Leopold (1840–1902), österreichischer Embryologe
- Schenk, Sebastian (1929–1998), deutscher Politiker (CSU)
- Schenk, Simon (1946–2020), Schweizer Politiker und Eishockeytrainer
- Schenk, Susann (* 1976), sorbische Funktionärin der FUEN
- Schenk, Sylvia (* 1952), deutsche Juristin und ehemalige LeichtathletinSylvia Schenk (* 1952)

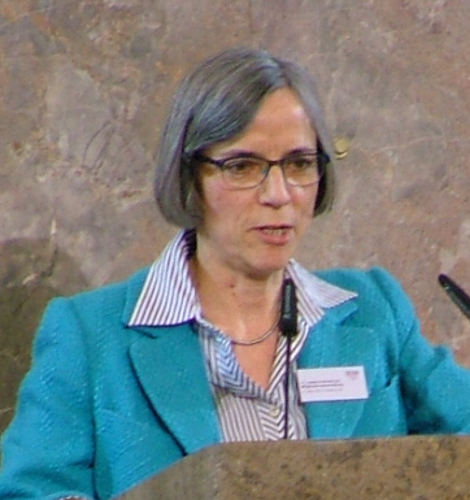
Sylvia Schenk (* 1952)

- Schenk, Sylvie (* 1944), deutsch-französische Schriftstellerin
- Schenk, Theodor (1897–1945), deutscher Landrat
- Schenk, Thomas (* 1966), Schweizer Journalist und Schriftsteller
- Schenk, Tobias (* 1976), deutscher Neuzeithistoriker
- Schenk, Udo (* 1953), deutscher Schauspieler, Synchronsprecher, Hörbuch- sowie HörspielsprecherUdo Schenk (* 1953)

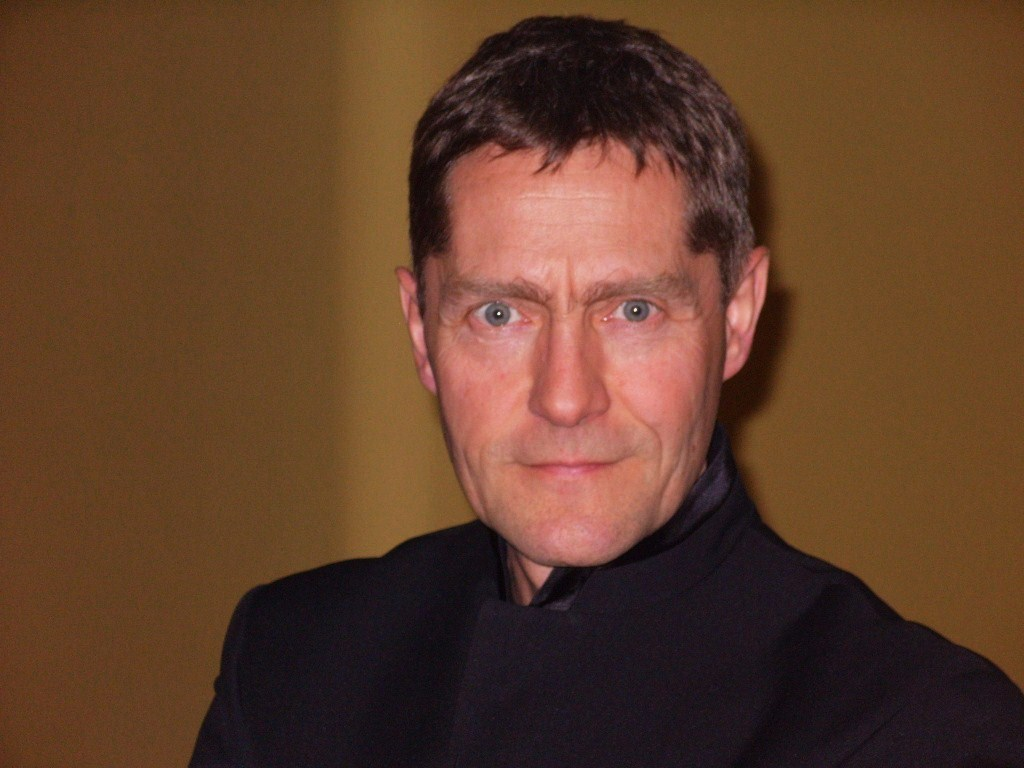
Udo Schenk (* 1953)

- Schenk, Ulrich (1786–1845), Schweizer Konstrukteur, Unternehmer und Erfinder
- Schenk, Ulrich (* 1943), deutscher Fußballspieler
- Schenk, Victoria (* 1988), österreichische Duathletin und Triathletin
- Schenk, Volker (* 1976), deutscher American-Football-Spieler
- Schenk, Walter (1891–1968), Leiter des Feuerwehr- und Krematoriumskommandos im KZ Ravensbrück
- Schenk, Werner (* 1934), deutscher Turner und Turntrainer
- Schenk, Wesley (* 1955), deutscher Fußballspieler und -trainer
- Schenk, Wilhelm (1887–1962), deutscher Politiker (DP), MdL
- Schenk, Winfried (* 1956), deutscher Geograph
- Schenk, Wolfgang (1934–2015), deutscher Theologe und Hochschullehrer
- Schenk-Danzinger, Lotte (1905–1992), österreichische Psychologin
- Schenk-Mathes, Heike (* 1961), deutsche Wirtschaftswissenschaftlerin

#### Schenka
- Schenkar, Joan (1942–2021), US-amerikanische Schriftstellerin, Dramatikerin und Biografin

#### Schenke
- Schenke, Ernst (1896–1982), deutscher Heimatdichter
- Schenke, Gerhard (* 1927), deutscher Fußballspieler
- Schenke, Gesa, deutsche Papyrologin und Koptologin
- Schenke, Hans-Martin (1929–2002), deutscher evangelischer Theologe, Neutestamentler und Koptologe
- Schenke, Ludger (* 1940), deutscher römisch-katholischer Theologe und Hochschullehrer
- Schenke, Margot (1888–1983), deutsche Suffragette in England
- Schenke, Ralf Peter (* 1968), deutscher Rechtswissenschaftler
- Schenke, Siegfried (* 1943), deutscher Leichtathlet und Olympiateilnehmer
- Schenke, Tobias (* 1981), deutscher SchauspielerTobias Schenke (* 1981)

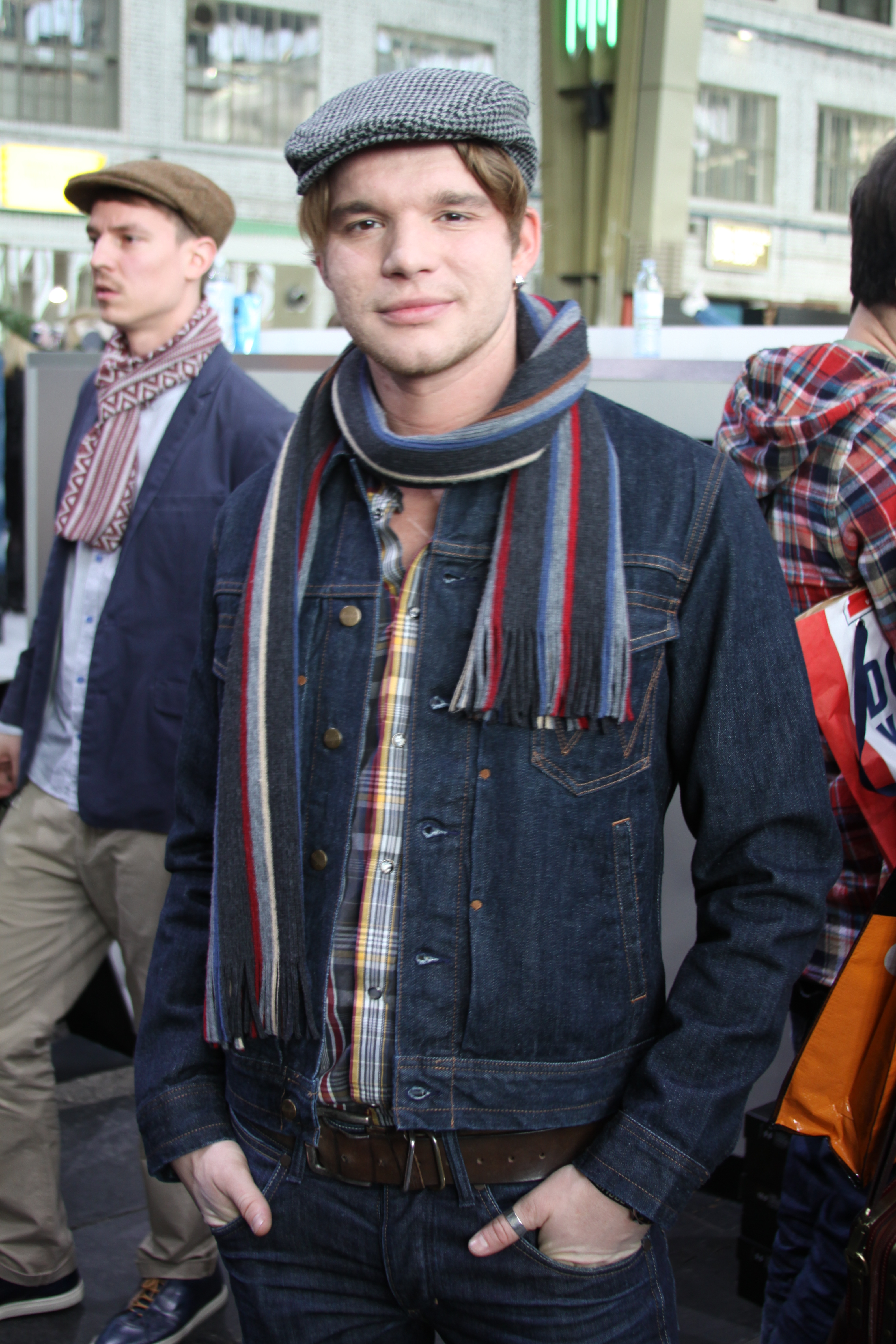
Tobias Schenke (* 1981)

- Schenke, Wolf (1914–1989), deutscher Journalist und Publizist
- Schenke, Wolf-Rüdiger (* 1941), deutscher Staatsrechtslehrer
- Schenkel, Alexia Arisarah (* 1996), schweizerisch-thailändische Skirennläuferin
- Schenkel, Amaru Reto (* 1988), Schweizer Sprinter
- Schenkel, Andrea Maria (* 1962), deutsche SchriftstellerinAndrea Maria Schenkel (* 1962)

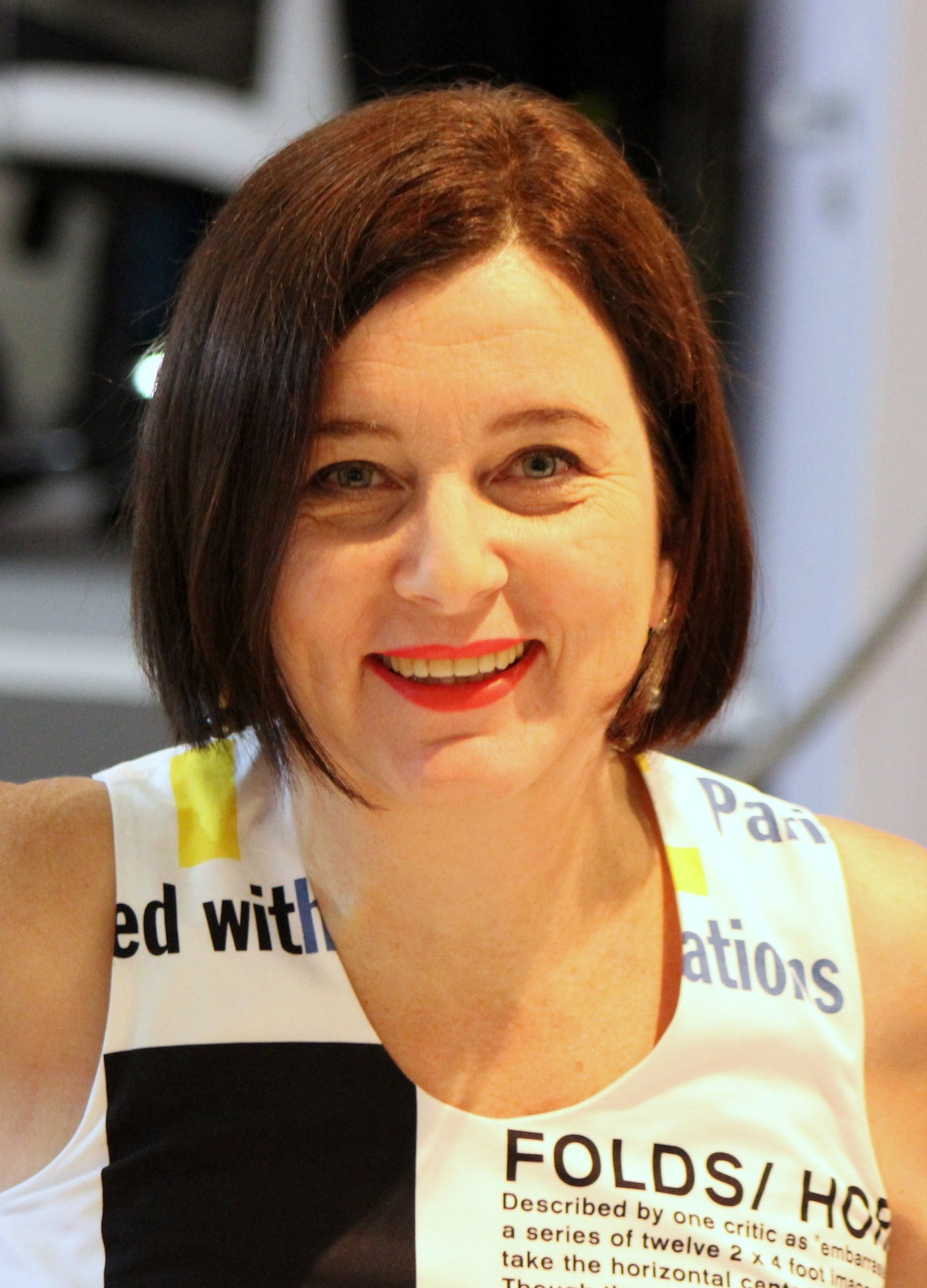
Andrea Maria Schenkel (* 1962)

- Schenkel, Annegret (* 1979), deutsche Quizspielerin, Lektorin und Korrektorin
- Schenkel, Björn (* 1998), Schweizer Unihockeyspieler
- Schenkel, Carl (1948–2003), Schweizer Filmregisseur und Drehbuchautor
- Schenkel, Catharina (1774–1852), deutsche Stifterin und Wohltäterin
- Schenkel, Chris (1923–2005), US-amerikanischer Sportreporter
- Schenkel, Conrad (1834–1917), Schweizer Landwirt und Politiker
- Schenkel, Daniel (1813–1885), deutscher evangelischer Theologe
- Schenkel, Danny (* 1978), niederländischer Fußballspieler
- Schenkel, Elmar (* 1953), deutscher Schriftsteller und Übersetzer
- Schenkel, Georg (1886–1954), deutscher Politiker der FDP
- Schenkel, Gottfried († 1493), Bürgermeister der Reichsstadt Heilbronn (1471–1493)
- Schenkel, Gotthilf (1889–1960), deutscher evangelischer Theologe und Politiker (SPD), MdL
- Schenkel, Hans (1869–1926), Schweizer Physiker, Hochschullehrer und Politiker
- Schenkel, Hansueli (1946–2022), Schweizer Kameramann
- Schenkel, Klaus (* 1939), deutscher Segler
- Schenkel, Klaus (* 1940), deutscher Fechttrainer
- Schenkel, Lukas (* 1984), Schweizer Fußballspieler
- Schenkel, Martin (1968–2003), Schweizer Schauspieler und Sänger
- Schenkel, Moritz (* 1990), deutscher Wasserballtorwart
- Schenkel, Pauline (* 2000), elsässische Sängerin
- Schenkel, Renatus (* 1950), deutscher Kommunikationswissenschaftler und Hochschullehrer
- Schenkel, Richard (1887–1965), deutscher Radrennfahrer
- Schenkel, Roland (* 1947), deutscher Physiker
- Schenkel, Ronald (* 1964), Schweizer Journalist und Autor
- Schenkel, Rudolf (1770–1847), deutscher Großhandels-Kaufmann und Mäzen
- Schenkel, Rudolf (1914–2003), Schweizer Zoologe und Verhaltensforscher
- Schenkel, Thomas (* 1985), deutscher Eishockeyspieler
- Schenkel, Viktor (* 1954), deutscher Schauspieler
- Schenkel, Werner (1938–2013), deutscher Bauingenieur
- Schenkel, Wolfgang (* 1936), deutscher Ägyptologe
- Schenkelberg, HeJoe (* 1956), deutscher Musiker und Akkordeonist
- Schenkelberg, Herbert (* 1952), deutscher Jurist, Polizeipräsident von Düsseldorf
- Schenken, Tim (* 1943), australischer Automobilrennfahrer
- Schenkenberg genannt Schenkelberg, Franz Carl August von (1805–1869), deutscher Bergingenieur, Entomologe, Mineraloge und Autor
- Schenkenberg, Marcus (* 1968), männliches Model, Schauspieler und SängerMarcus Schenkenberg (* 1968)

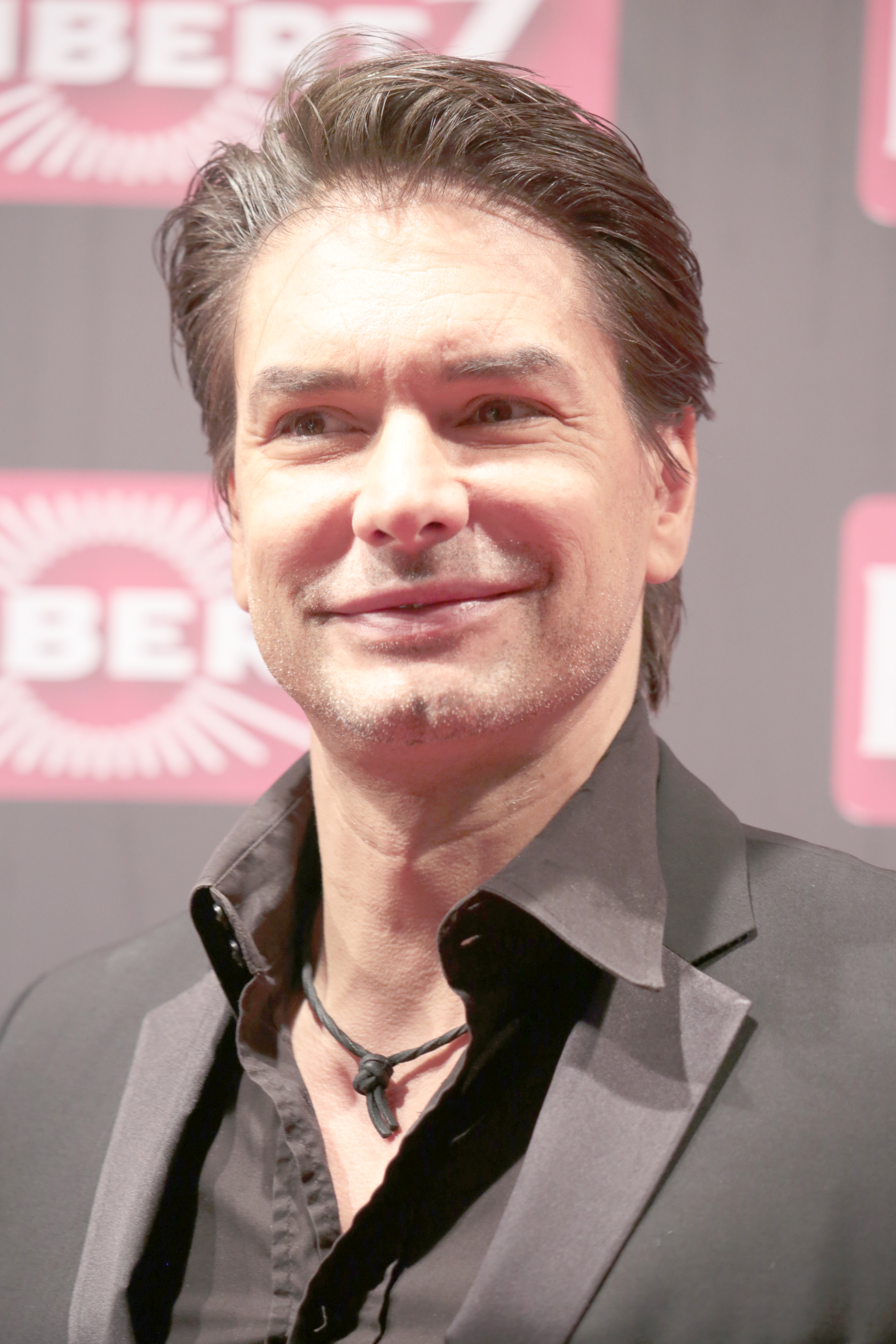
Marcus Schenkenberg (* 1968)

- Schenkendorf, Guido (* 1970), deutscher Maler und Bildhauer
- Schenkendorf, Max von (1783–1817), deutscher Dichter
- Schenker, Adrian (* 1939), römisch-katholischer Theologe und Hochschullehrer
- Schenker, Albert (1899–1973), Schweizer Maler und Zeichenlehrer
- Schenker, Anke (* 1963), deutsche Sängerin
- Schenker, Barbara (1966–2023), deutsche Rock-Keyboarderin und Songwriterin
- Schenker, Bianca (* 1974), deutsche Leichtathletin in der Disziplin Gehen
- Schenker, Daniel (* 1963), Schweizer Jazz-Trompeter und Flügelhornist
- Schenker, Felix (* 1962), Schweizer Kulturjournalist, Publizist und Soziologe
- Schenker, Friedrich (1810–1873), Schweizer Jurist und freisinniger Politiker aus dem Kanton Solothurn
- Schenker, Friedrich (1942–2013), deutscher Komponist und Posaunist
- Schenker, Gerd (* 1948), deutscher Schlagzeuger
- Schenker, Gottfried (1842–1901), österreichischer Unternehmer Schweizer Herkunft
- Schenker, Hans (* 1952), Schweizer Schauspieler, Autor und Regisseur
- Schenker, Heinrich (1868–1935), österreichischer Musiktheoretiker
- Schenker, Helga (1907–2004), österreichische Plakatgestalterin
- Schenker, Jacques Matthias (1854–1927), Schweizer Landschafts-, Marine- und Vedutenmaler der Düsseldorfer Schule
- Schenker, Karl (1886–1954), britischer Fotograf, Illustrator von Modezeitschriften und Maler
- Schenker, Katja (* 1968), Schweizer Performancekünstlerin
- Schenker, Lukas (* 1937), Schweizer Benediktiner und Historiker
- Schenker, Michael (* 1955), deutscher Rock-GitarristMichael Schenker (* 1955)

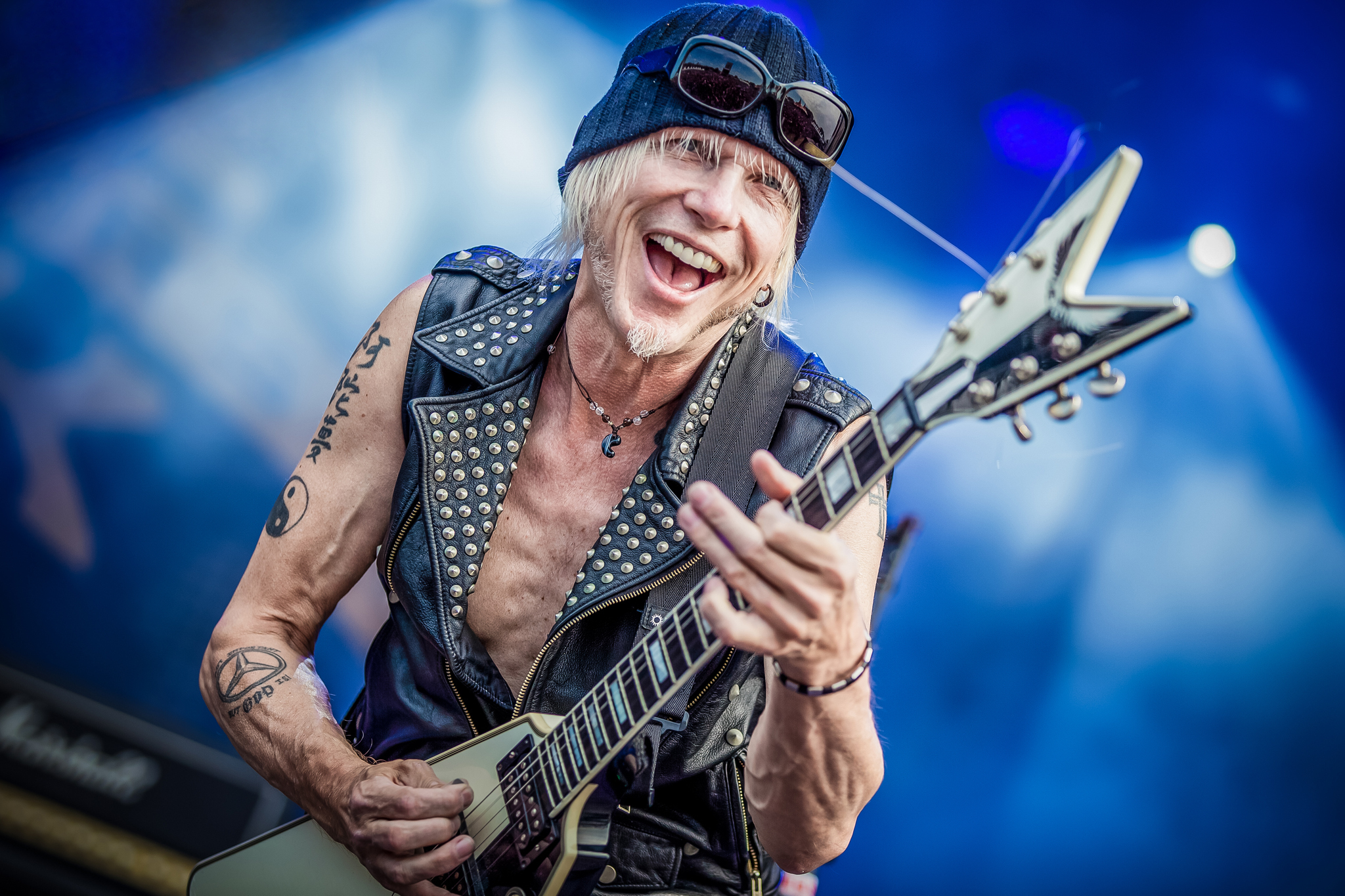
Michael Schenker (* 1955)

- Schenker, Niklas (* 1993), deutscher Politologe und Politiker (Die Linke), MdA
- Schenker, Robert (* 1942), Schweizer Bankmanager und Unternehmensberater
- Schenker, Rolf E. (1927–2022), deutscher Schauspieler und Hörspielsprecher
- Schenker, Rudolf (* 1948), deutscher Gitarrist, Songschreiber und Chef der Hard-Rock-Band Scorpions
- Schenker, Saskia (* 1979), schweizerische Politikerin, Baselbieter Landrätin, Präsidentin der FDP Baselland und Sektionspräsidentin der FDP Sissach und Umgebung
- Schenker, Silvia (* 1954), Schweizer Politikerin (SP)
- Schenker, Walter (1943–2018), Schweizer Schriftsteller
- Schenker, Wendy, US-amerikanische Schauspielerin
- Schenker, William (* 1958), puerto-ricanischer Skirennläufer
- Schenker, Zoltán (1880–1966), ungarischer Fechter
- Schenker-Wicki, Andrea (* 1959), Schweizer Wirtschaftswissenschaftlerin, Rektorin der Universität Basel
- Schenkeveld, Bart (* 1991), niederländischer Fußballspieler
- Schenkeveld, Dirk Marie (1934–2021), niederländischer Gräzist

#### Schenkh
- Schenkhuizen, Manuel (* 1986), niederländischer E-SportlerManuel Schenkhuizen (* 1986)

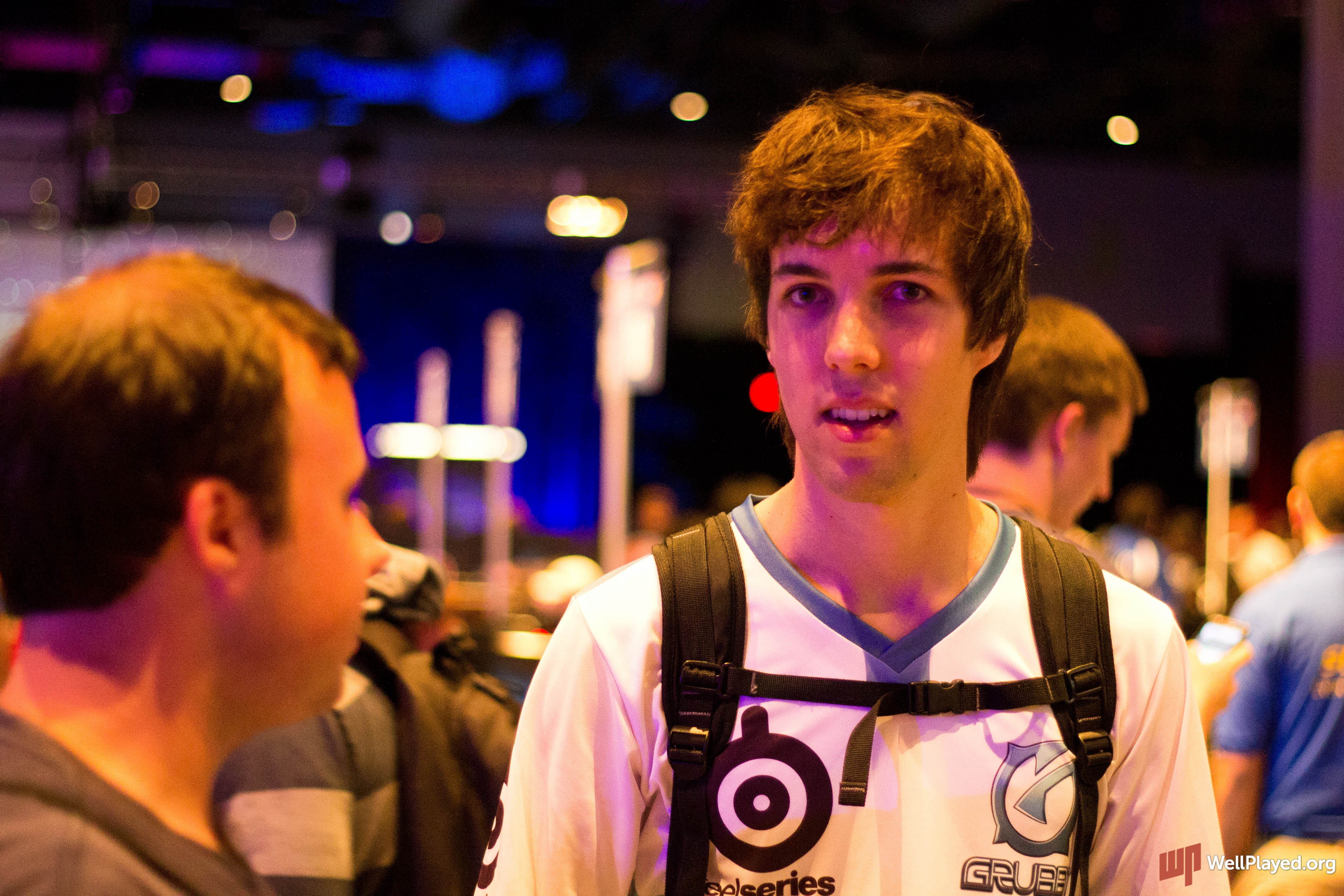
Manuel Schenkhuizen (* 1986)

#### Schenkk
- Schenkkan, Robert (* 1953), US-amerikanischer Filmschauspieler, Drehbuchautor und Filmproduzent

#### Schenkl
- Schenkl, Assumpta (1924–2009), deutsche Zisterzienserin, Äbtissin des Klosters Seligenthal in Landshut, Gründungspriorin des Klosters Helfta in Eisleben
- Schenkl, Heinrich (1859–1919), österreichischer klassischer Philologe
- Schenkl, Karl (1827–1900), österreichischer klassischer Philologe
- Schenkl, Maurus von (1749–1816), deutscher Benediktinerpater, Theologe und Bibliothekar
- Schenklin, Thomas (1681–1734), Abt der Benediktinerabtei Einsiedeln
- Schenkling, Sigmund (1865–1946), deutscher Lehrer und Entomologe
- Schenkluhn, Wolfgang (* 1952), deutscher Kunsthistoriker und Hochschullehrer

#### Schenkm
- Schenkman, Edgar (1908–1993), US-amerikanischer Dirigent und Musikpädagoge
- Schenkman, Jan (1806–1863), niederländischer Autor, Dichter, Humorist und Lehrer
- Schenkman, Richard (* 1958), US-amerikanischer Filmregisseur, Drehbuchautor, Filmproduzent und Schauspieler

### Schenn
- Schenn, Brayden (* 1991), kanadischer Eishockeyspieler
- Schenn, Luke (* 1989), kanadischer Eishockeyspieler
- Schennach, Martin P. (* 1975), österreichischer Rechtswissenschaftler
- Schennach, Stefan (* 1956), österreichischer Politiker (Grüne), Mitglied des Bundesrates
- Schenner, Arnold (* 1949), österreichischer Politiker (SPÖ), Landtagsabgeordneter
- Schenner, Rudolf (* 1912), deutscher Gewerkschafter (FDGB)
- Schenner, Wilhelm (1839–1913), österreichischer Pianist
- Schennich, Emil (1884–1928), österreichischer Musiker
- Schenning, Mark (* 1970), niederländischer Fußballspieler und -trainer
- Schenning, Peter (1923–2010), deutscher Unternehmer, Museumsgründer und Mäzen
- Schennis, Friedrich von (1852–1918), deutscher Landschaftsmaler und Radierer der Düsseldorfer Schule

### Scheno
- Schenone, Nicolás (* 1986), uruguayischer Fußballspieler

### Schens
- Schenscher, Luke (* 1982), australischer Basketballspieler
- Schensky, Franz (1871–1957), deutscher Fotograf
- Schenson, Emma (1827–1913), schwedische Fotografin und Malerin
- Schenstrøm, Carl (1881–1942), dänischer Schauspieler

### Schent
- Schentalinski, Witali Alexandrowitsch (1939–2018), russischer Schriftsteller, Journalist und Literaturhistoriker
- Schenten, Dagmar (* 1958), deutsche Leichtathletin und Sportpädagogin
- Schentke, Anna Yeliz (* 1990), deutsche Schriftstellerin
- Schentuleit, Maren (* 1974), deutsche Ägyptologin

### Schenu
- Schenuda III. (1923–2012), koptischer PapstSchenuda III. (1923–2012)

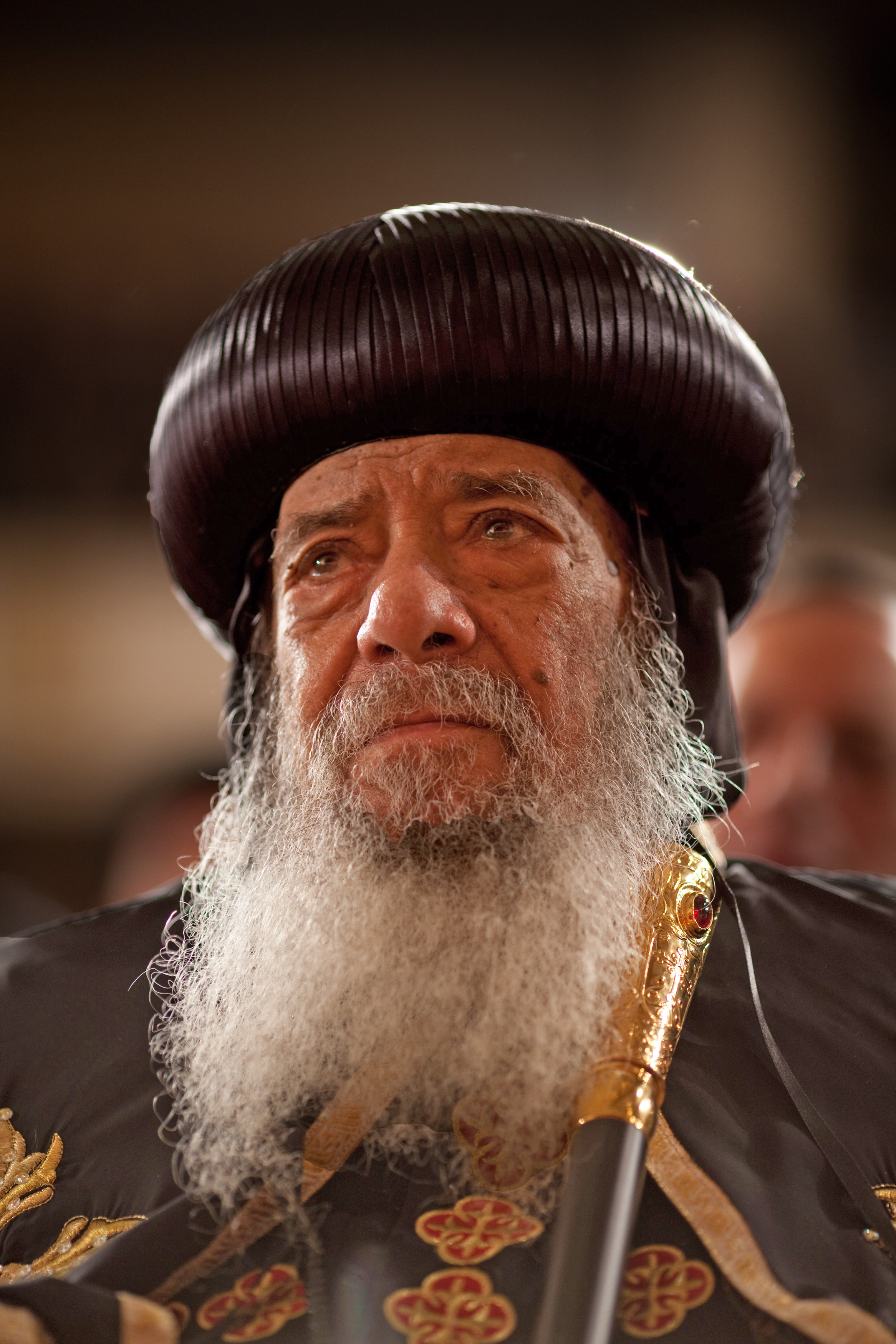
Schenuda III. (1923–2012)

- Schenute von Atripe, koptischer altkirchlicher Klostervorsteher

### Schenz
- Schenz, Norman (* 1977), österreichischer Journalist und Moderator
- Schenz, Richard (1940–2023), österreichischer Manager
- Schenzinger, Karl Aloys (1886–1962), deutscher Schriftsteller
- Schenzl, Guido (1823–1890), österreichischer Benediktiner und Naturwissenschaftler
- Schenzle, Axel (1943–2016), deutscher Physiker